# Epicampocera succincta
Epicampocera succincta là một loài ruồi trong họ Tachinidae.